# Semaine 39
D'après la norme ISO 8601, une semaine débute un lundi et s'achève un dimanche, et une semaine dépend d'une année lorsqu'elle place une majorité de ses sept jours dans l'année en question, soit au moins quatre. Dès lors, la semaine 39 est la semaine du trente-neuvième jeudi de l'année. Elle suit la semaine 38 et précède la semaine 40 de la même année.
La semaine 39 est pratiquement toujours la semaine du 27 septembre, sauf exceptionnellement, dans le cas d'une année bissextile commençant un jeudi.
Elle commence au plus tôt le 20 septembre et au plus tard le 27 septembre.
Elle se termine au plus tôt le 26 septembre et au plus tard le 3 octobre.

## Notations normalisées
La semaine 39 dans son ensemble est notée sous la forme W39 pour abréger.
| Jour de la semaine 39 | Notation |
| --------------------- | -------- |
| Lundi                 | W39-1    |
| Mardi                 | W39-2    |
| Mercredi              | W39-3    |
| Jeudi                 | W39-4    |
| Vendredi              | W39-5    |
| Samedi                | W39-6    |
| Dimanche              | W39-7    |

## Cas de figure
| Cas | Le 31 décembre est… | L'année est une année… | Le trente-neuvième jeudi de l'année tombe… | La semaine 39 débute… | La semaine 39 s'achève…  | Premier cas après 2008 |
| --- | ------------------- | ---------------------- | ------------------------------------------ | --------------------- | ------------------------ | ---------------------- |
| 0   | Un vendredi         | bissextile DC          | Le 23 septembre                            | Le lundi 20 septembre | Le dimanche 26 septembre | 2032                   |
| 1   | Un jeudi            | D ou ED                | Le 24 septembre                            | Le lundi 21 septembre | Le dimanche 27 septembre | 2009                   |
| 2   | Un mercredi         | E ou FE                | Le 25 septembre                            | Le lundi 22 septembre | Le dimanche 28 septembre | 2014                   |
| 3   | Un mardi            | F ou GF                | Le 26 septembre                            | Le lundi 23 septembre | Le dimanche 29 septembre | 2013                   |
| 4   | Un lundi            | G ou AG                | Le 27 septembre                            | Le lundi 24 septembre | Le dimanche 30 septembre | 2018                   |
| 5   | Un dimanche         | A ou BA                | Le 28 septembre                            | Le lundi 25 septembre | Le dimanche 1er octobre  | 2017                   |
| 6   | Un samedi           | B ou CB                | Le 29 septembre                            | Le lundi 26 septembre | Le dimanche 2 octobre    | 2011                   |
| 7   | Un vendredi         | C                      | Le 30 septembre                            | Le lundi 27 septembre | Le dimanche 3 octobre    | 2010                   |